# CGRRF1
CGRRF1 (англ. Cell growth regulator with ring finger domain 1) – білок, який кодується однойменним геном, розташованим у людей на 14-й хромосомі. Довжина поліпептидного ланцюга білка становить 332 амінокислот, а молекулярна маса — 38 242.
| 10         |  | 20         |  | 30         |  | 40         |  | 50         |
| ---------- |  | ---------- |  | ---------- |  | ---------- |  | ---------- |
| MAAVFLVTLY |  | EYSPLFYIAV |  | VFTCFIVTTG |  | LVLGWFGWDV |  | PVILRNSEET |
| QFSTRVFKKQ |  | MRQVKNPFGL |  | EITNPSSASI |  | TTGITLTTDC |  | LEDSLLTCYW |
| GCSVQKLYEA |  | LQKHVYCFRI |  | STPQALEDAL |  | YSEYLYQEQY |  | FIKKDSKEEI |
| YCQLPRDTKI |  | EDFGTVPRSR |  | YPLVALLTLA |  | DEDDREIYDI |  | ISMVSVIHIP |
| DRTYKLSCRI |  | LYQYLLLAQG |  | QFHDLKQLFM |  | SANNNFTPSN |  | NSSSEEKNTD |
| RSLLEKVGLS |  | ESEVEPSEEN |  | SKDCVVCQNG |  | TVNWVLLPCR |  | HTCLCDGCVK |
| YFQQCPMCRQ |  | FVQESFALCS |  | QKEQDKDKPK |  | TL         |  |            |

A: Аланін

C: Цистеїн

D: Аспарагінова кислота

E: Глутамінова кислота

F: Фенілаланін

G: Гліцин

H: Гістидин

I: Ізолейцин

K: Лізин

L: Лейцин

M: Метіонін

N: Аспарагін

P: Пролін

Q: Глутамін

R: Аргінін

S: Серин

T: Треонін

V: Валін

W: Триптофан

Задіяний у такому біологічному процесі, як клітинний цикл. 
Білок має сайт для зв'язування з іонами металів, іоном цинку. 
Локалізований у ядрі.